# 克利爾沃特 (內布拉斯加州)
克利爾沃特（英語：Clearwater）是位於美國內布拉斯加州安蒂洛普縣的村。

## 人口
根據2020年美國人口普查的數據，克利爾沃特的面積為0.95平方千米，皆為陸地。當地共有人口320人，而人口密度為每平方千米337人。